# Kido Takayoshi

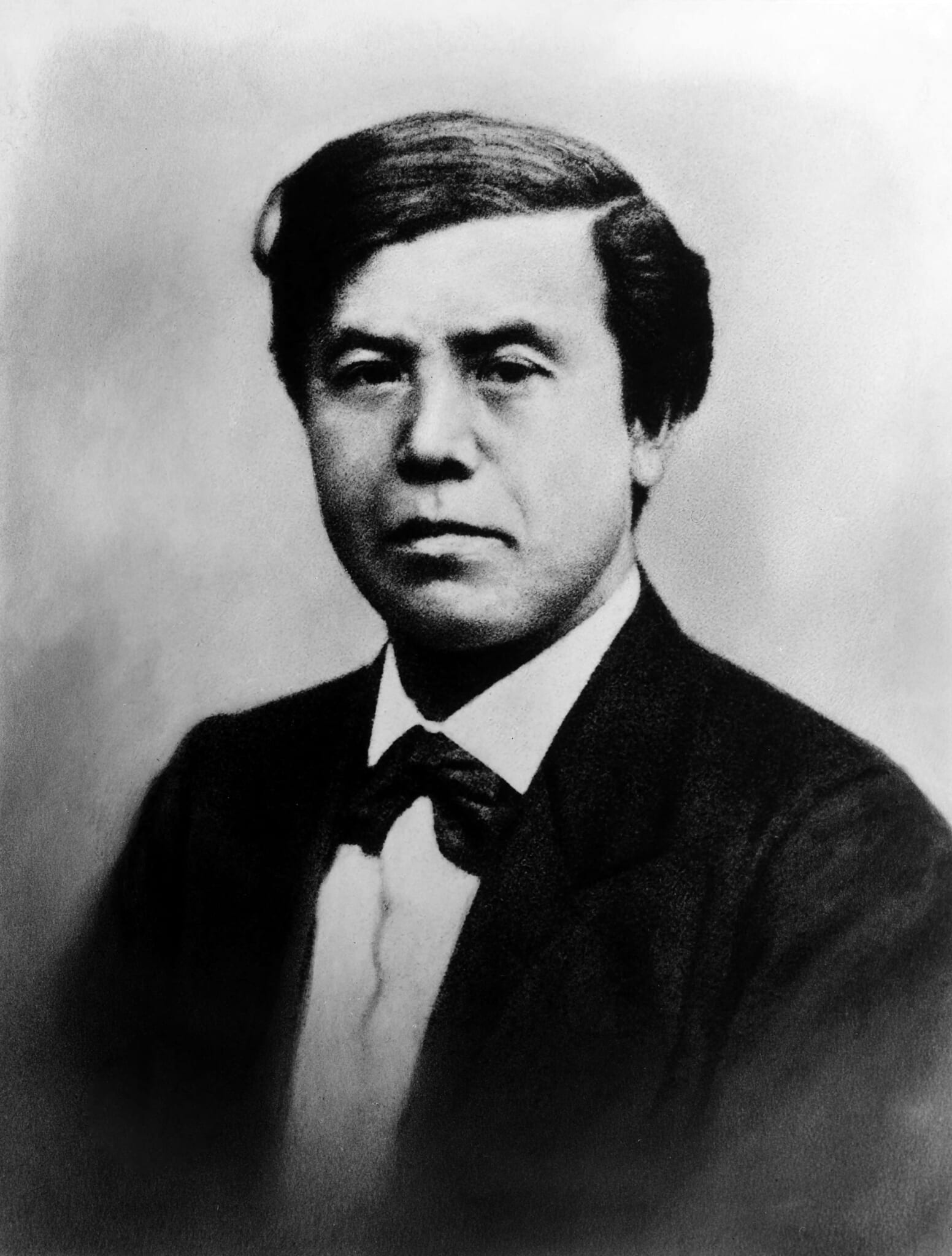
Kido Takayoshi

Kido Takayoshi (木戸 孝允 (Mộc Hộ Hiếu Doãn) Kido Takayoshi) (11 tháng 8 năm 1833 – 26 tháng 5 năm 1877), còn được gọi là Kido Kōin là một chính khách Nhật Bản dưới thời Mạc Mạt và Minh Trị Duy Tân. Ông sử dụng bí danh Niibori Matsusuke (新堀 松輔) (Tân Quật Tùng Phụ) khi ông hoạt động chống lại shogun.

## Thời trai trẻ
Kido sinh ra ở Hagi, phiên Chōshū (ngày nay là tỉnh Yamaguchi) là con trai út của Wada Masakage (和田 昌景) (Hòa Điền Xương Cảnh), một bác sĩ samurai. Ông được gia đình Katsura nhận nuôi năm lên 7 tuổi, và cho đến năm 1865 vẫn được gọi là Katsura Kogorō (桂小 五郎) (Quế Tiểu Ngũ Lang). Ông được học tập tại học viện của Yoshida Shōin, từ đây ông tiếp nhận nền triết học trung thành với Hoàng gia.
Năm 1852, ông đến Edo để học kiếm thuật, lập mối quan hệ thân thiết với các samurai cấp tiến từ phiên Mito, học kỹ thuật pháo binh từ Egawa Tarōzaemon, và (sau khi quan sát việc đóng các con tàu nước ngoài tại Nagasaki và Shimoda), trở về Chōshū để giám sát việc đóng mới tàu chiến kiểu Tây đầu tiên của phiên mình.

## Lật đổ Mạc phủ Tokugawa
Sau năm 1858, Kido đóng căn cứ ở dinh thự của phiên tại Edo, nơi ông làm nhiệm vụ liên lạc giữa chính quyền phiên và các nhân tố cấp tiến trong giới samurai trẻ, cấp bậc thấp ở Chōshū ủng hộ phong trào Sonnō jōi. Bị Mạc phụ nghi ngờ về mối quan hệ của ông với những người trung quân ở Mito, sau nỗ lực ám sát Andō Nobumasa, ông được chuyển đến Kyōto. Tuy nhiên, trong khi ở Kyoto, ông không thể ngăn cản được cuộc đảo chính ngày 30 tháng 9 năm 1863 của binh lính hai phiên Aizu và Satsuma, đánh đuổi quân Choshu ra khỏi thành phố. Ông cũng tham dự và nỗ lực bất thành của Choshu nhằm giành lại thành phố ngày 20 tháng 8 năm 1864, và buộc phải lẫn trốn với geisha tên là Ikumatsu, người sau này trở thành vợ ông.
Sau khi các phần tử cấp tiến dưới quyền Takasugi Shinsaku nắm quyền kiểm soát nền chính trị Choshu, Kido đóng vai trò quan trọng trong việc thành lập Liên minh Satchō, đóng vai trò quyết định trong Chiến tranh Boshin và cuộc Minh Trị Duy Tân sau này.

## Chính khách thời Meiji
Sau khi lật đổ Mạc phủ Tokugawa, Kido giữ vai trò to lớn trong việc thành lập chính quyền Meiji. Là một sangi (Cố vấn Hoàng gia) ông giúp soạn thảo Năm điều ngự thệ, và khởi động các chính sách tập quyền hóa và hiện đại hóa. Ông trực tiếp thực hiện việc phế phiên, lập huyện.
Năm 1871, ông đi cùng phái đoàn Iwakura trên chuyến hải hành vòng quanh thế giới đến Hoa Kỳ và châu Âu, và ông đặc biệt thích thú với nền chính trị và hệ thống giáo dục phương Tây. Trên đường trở về Nhật Bản, ông trở thành người chủ trương mạnh mẽ thành lập chính phủ đại nghị. Nhận ra rằng Nhật Bản không hề có tư cách thách thức các cường quốc phương Tây trong tình trạng hiện nay, ông cũng trở về Nhật Bản đúng lúc để ngăn chặn cuộc xâm lược Triều Tiên (Seikanron).
Kido mất vị trí đứng đầu nhóm đầu sỏ chính trị thời Meiji vào tay Ōkubo Toshimichi, và từ nhiệm để phản đối cuộc Viễn chinh Đài Loan năm 1874, mà ông chống đối kịch liệt.
Sau Hội nghị Ōsaka năm 1875, Kido đồng ý trở lại chính quyền, trở thành Chủ tịch của Hội đồng các Thống đốc tỉnh mà Hội nghị Osaka đã lập ra. Ông cũng chịu trách nhiệm trong việc dạy dỗ Thiên hoàng Meiji còn nhỏ tuổi.
Giữa cuộc nổi loạn Satsuma năm 1877, ông qua đời vì bệnh não. Lúc đó, ông mới có 43 tuổi.

## Di sản
Nhật ký của Kido hé lộ cuộc đấu tranh nội tâm căng thẳng giữa một bên là lòng trung thành với phiên nhà Choshu, và một bên là lợi ích của quốc gia. Ông viết về việc thường phải chống lại những tin đồn thất thiệt ở quê nhà rằng ông đã phản bội bạn bè cũ; ý tưởng về một quốc gia vẫn còn tương đối mới ở Nhật Bản và vì vậy phần lớn các samurai quan tâm nhiều hơn đến bảo vệ đặc quyền của phiên mình.
Cùng với Saigō Takamori vàd Ōkubo Toshimichi, ông là một trong Ishin-no-Sanketsu (維新の三傑), nghĩa là, "Duy Tân Tam Kiệt. Cháu nội của em gái ông là chính trị gia Tokyo Kido Kōichi (木戸 幸一) (Mộc Hộ Hạnh Nhất).